# Mâcot-la-Plagne
Mâcot-la-Plagne este o comună în departamentul Savoie din sud-estul Franței. În 2009 avea o populație de 1.785 de locuitori.

## Evoluția populației
| An        | 1975  | 1982  | 1990  | 1999  | 2006  | 2009  |
| --------- | ----- | ----- | ----- | ----- | ----- | ----- |
| Populație | 1.112 | 1.210 | 1.621 | 1.578 | 1.749 | 1.785 |